# Боболице (замок)
Боболице (пол. Zamek w Bobolicach) — средневековый замок около поселения Боболице, в Мышкувском повяте, в Силезском воеводстве, Польша.

## История

### Ранний период
Замок в Боболицах построен польским королем Казимиром III Великим, вероятно, около 1350–1352 годов. Таким образом укрепление считалось не частным, а королевским владением. Замок должен был защищать окрестные земли и служить надёжной преградой на пути возможных вторжений в Малую Польшу из Силезии, которая в то время находилась под властью короля Чехии (Богемии). 
В 1370 году польский король Польши Людовик I Великий подарил замок своему родственнику князю Владиславу Опольчику. В свою очередь тот в 1379 году передал Боболицкую крепость своему вассалу Анджею Шони. Новый собственник вскоре превратил замок в цитадель рыцарей-разбойников (раубриттер). Покончить с этим решил польский король Владиславом Ягелло. В 1396 году он заставил гарнизон крепости покориться и снова включил её в королевскую собственность. Однако монарх позволил Анджею и дальше управлять замком, но уже роли вассала. 
После смерти Анджея Шони замок перешёл по наследству его дочери Анне. После её смерти у крепости оказалось двое потенциальных владельцев: Станислав Шафраниец (сын Анны) и Мучив из Вежховиско с детьми (второй муж Анны, представитель Лисского шляхетского рода). Спор за собственность привёл к продолжительному конфликту. Спор закончился только после того, как Пётр Шафраниец (племянник Станислава) в 1445 году выкупил долю у рода Лисской шляхты. 
Пётр Шафраниец вскоре продал замок Флориану из Кнышина. Новый владелец тоже решил избавиться от крепости и продал её Анджею Треске. Однако в очередной раз собственники поспешили расстаться с Боболицким замком. И вскоре у него появился другой хозяин — шляхтич Жешовский. Но и этот человек недолго управлял собственностью в Боболице. В 1486 году он продал замок и земли Миколаю Креза из Завады (род дворян Остоя). Наконец-то появились собственники, решившие прочно поселиться в крепости в Боболице. Род Остоя правил замков и окружающими его землями до 1625 года.

### Эпоха Ренессанса

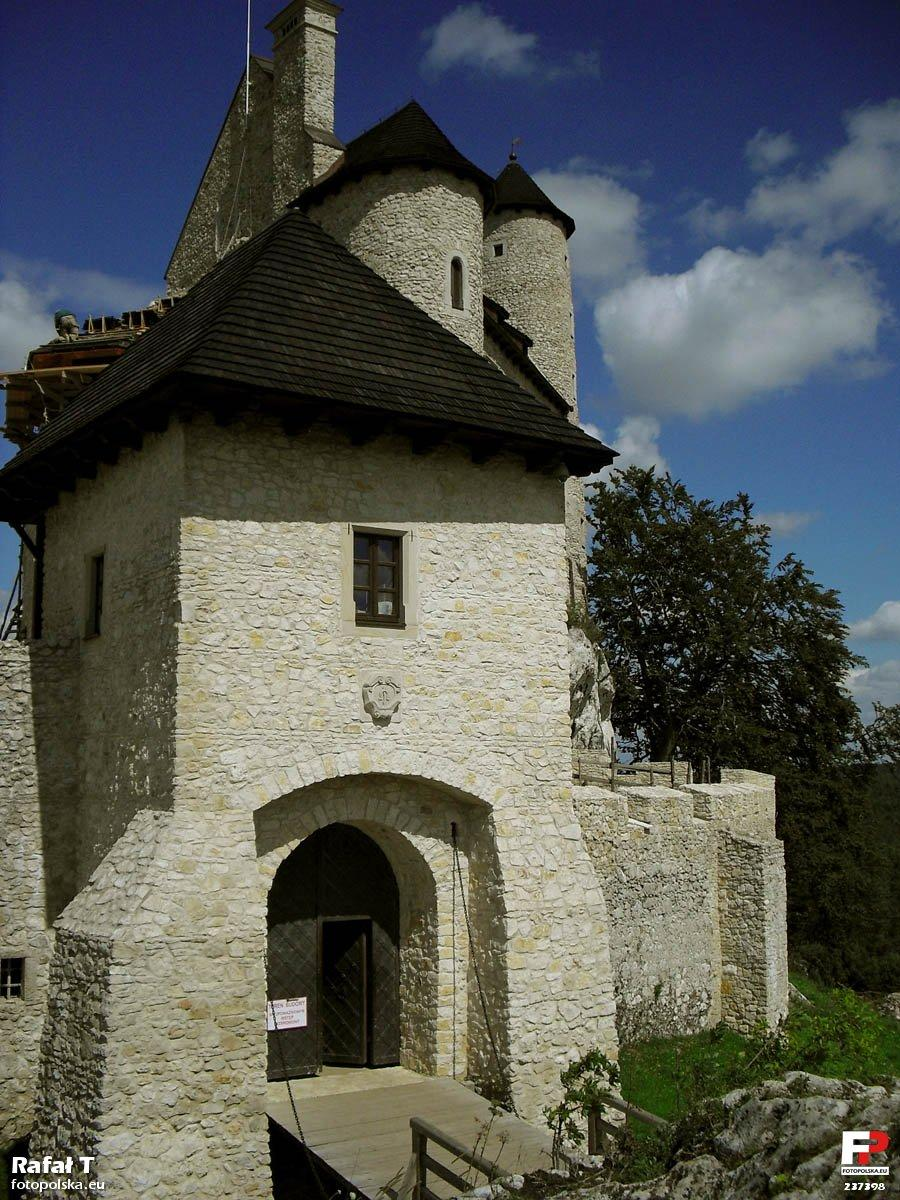
Ворота, ведущие в замок

В 1587 году во время междоусобной войны замок захватила армия Максимилиана III Австрийского, одного из главных претендентов на корону Польши. Во время осады крепость оказалась серьёзно повреждена. А вскоре к замку подступило войско Сигизмунда III Ваза. Этими отрядами командовал гетман Ян Замойский. В результате штурма австрийцы были изгнаны из крепости, а Сигизмунд III прочно сел на польском троне. 
В 1625 году замок перешёл в руки семьи Мышковских из близлежащего города Мирува. Эта семья принадлежала к роду Ястршебецких. Постепенно замок был восстановлен и превращён в загородную родовую резиденцию. Но шведское вторжение (Шведский потоп) оказалось для крепости роковым. В 1657 году вражеская армия, которой командовал генерал Бурхард Мюллер фон дер Люхнен, захватила Боболицкий замок подвергла его безжалостному разорению.  
После ухода шведов владельцами замка стала семья Менцинских из Жарки. Однако вскоре последовало новое шведское вторжение. В итоге крепость превратилась в груду руин. Были разрушены башни и стены. 
В 1661 году замок был фактически заброшен, а окрестные жители стали потихоньку растаскивать камни из кладки стен для собственных строительных нужд. 
В 1683 году король Ян III Собеский по дороге в Краков (место сбора польской армии перед походом для освобождения осаждённой Вены), остановился со своей свитой и приближёнными около замка в Боболицах. Но бывшая роскошная резиденция была в таком состоянии, что монарх и его придворные оказались вынуждены ночевать в шатрах и палатках.

### Эпоха упадка

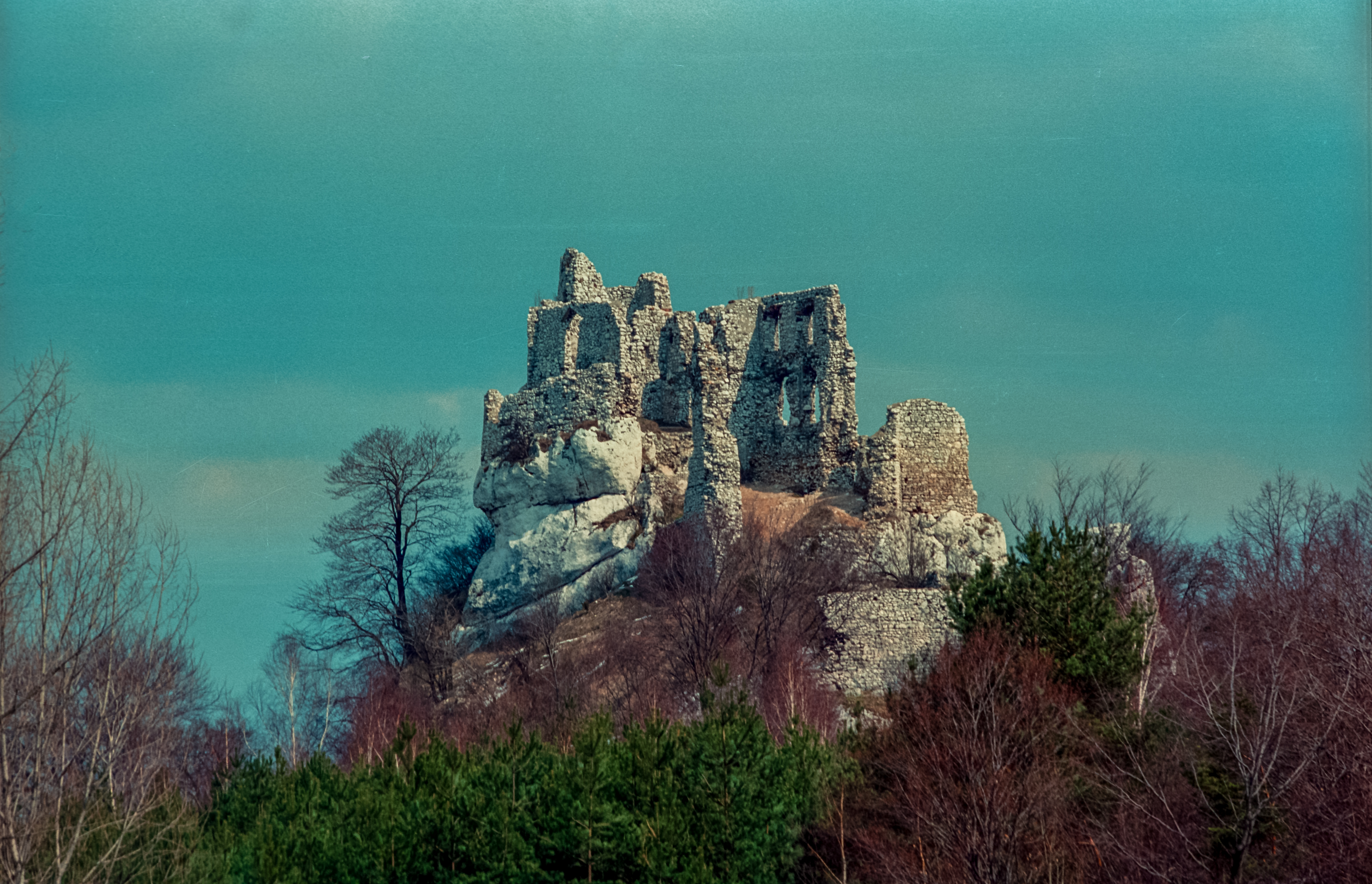
Руины замка до реконструкции

В начале XVIII веке предпринимались попытки восстановить замок. Но удалось сделать пригодными для жилья лишь несколько построек. Описание замка, сделанное в 1700 году, свидетельствует о его плачевном состоянии. Из-за недостатка средств и последствий Северной войны о былом величии думать не приходилось. Попытки провести работы по укреплению остатков стен и башен не помогли: главные конструкции замка обрушились. 
В XIX веке в одном из подвалов замка обнаружили клад. Но слухи о том, что в замке можно найти и другие клады привлекли в Боболице толпы охотников за сокровищами. В поисках припрятанных драгоценностей они довершили разрушение бывшей резиденции. 
После Второй мировой войны власти ПНР решили использовать руины как склад стройматериалов. Остатки стен замка были снесены, а полученный камень использовали при строительстве дороги, соединяющей Боболице с Мирувом.

### Восстановление замка

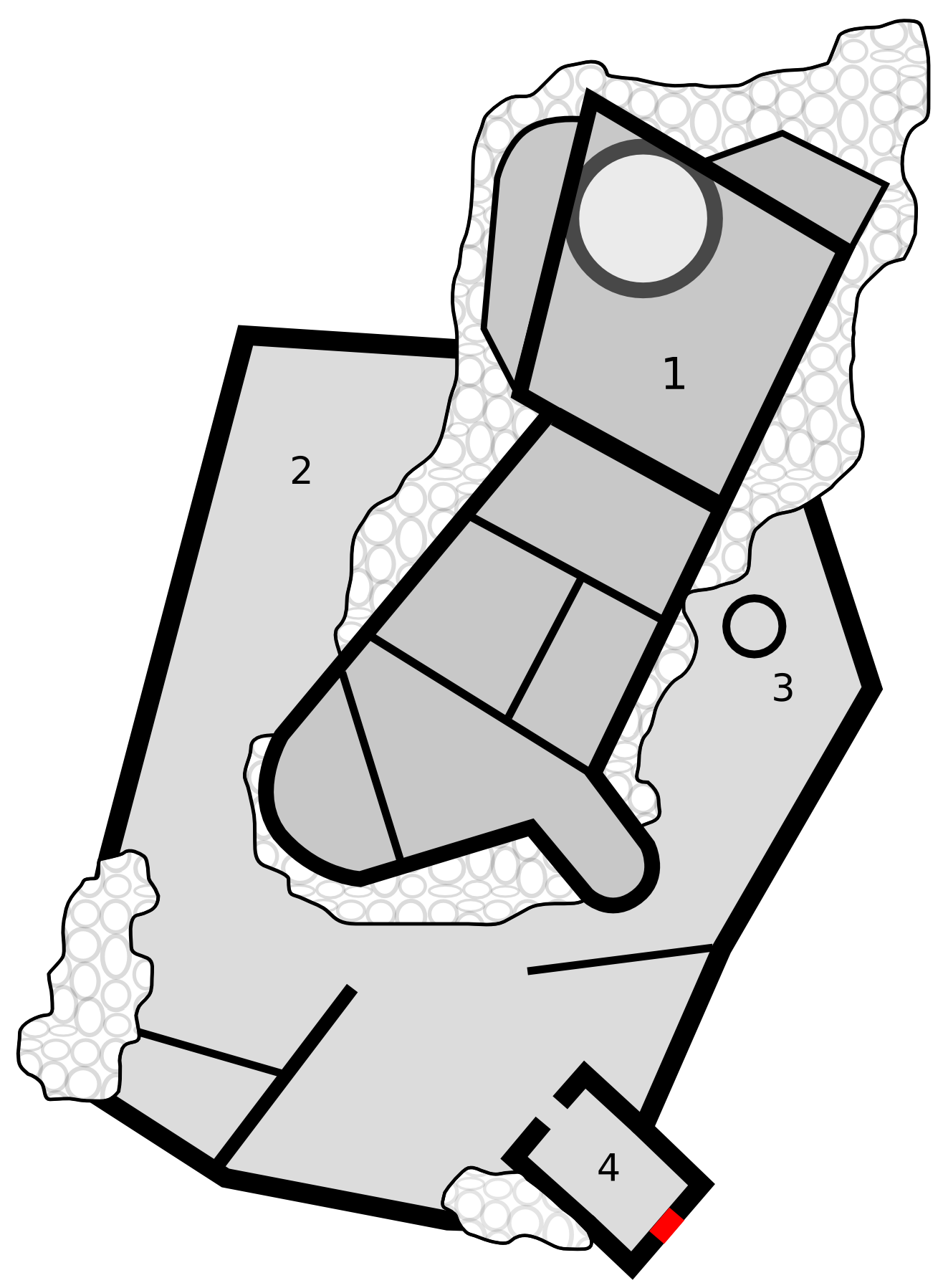
План восстановленного замка:
1. Главное здание (резиденция).
2. Внутренний двор крепости.
3. Колодец.
4. Башня с воротами.

В конце XX века руины выкупила семья Ласецких. Новые владельцы пообещали восстановить замок. Для начала по просьбе представителей семьи: сенатора Ярослава Ласецкого и его брата Дариуша Лазецкого, с помощью профессиональных историков и археологов были проведены тщательные исследования руин и изучение сохранившихся документов о былом облике резиденции. Затем началась подготовка к масштабным работам по восстановлению Боблицкого замка. А по сути, началось его строительство заново. 
В июне 2011 года основные работы были закончены. Официальное открытие возрождённого замка состоялось 3 сентября 2011 года. По случаю торжеств, посвящённых завершению реставрации памятника польской архитектуры, поздравительные письма прислали президент Польши Бронислав Коморовский, а также спикер Сейма и премьер-министр страны. 
По замыслу владельцев замок должен был предстать в том виде, в каком он был в эпоху расцвета — во второй четверти XVII века. Но при этом не сохранилось чётких планов резиденции. Поэтому комплекс скорее можно считать резиденцией, созданной в духе подобных сооружений XVI века. Собственники уверяли, что в ходе работ консультировались у специалистов по архитектуре того времени, а само строительство велось только с использованием традиционных материалов (в основном известняка) и даже с использованием специальных растворов, созданных по старинным правилам. Однако в прессе итоги реконструкции были подвергнуты серьёзной критике. В заголовках нередко использовали ироничные сравнения: «Польских Диснейленд» или «Замок-манекен».

## Местоположение
Замок расположен на Краковско-Ченстоховской возвышенности, на так называемом пути Орлиных гнёзд. Главные укрепления располагались на высоком скалистом холме на высоте 350 метров над уровнем моря.  

## Описание замка
Восстановленный замок представляет из себя главное здание (резиденцию), к которой примыкают несколько башен. Кольцевая зубчатая сена образует небольшое защищённое пространство около цитадели. К замку ведёт подъёмный мост, который построен над рвом. Весь комплекс построен из местного белого известняка.  

## Замок в легендах и массовой культуре
- Согласно хроникам XV века один из представителей семьи Крез похитил и заключил в темницу Боболицкого замка свою племянницу. Со временем родилась легенда о несчастной девушке, которая получила прозвище «Белая дама» и появлялась в руинах замка в виде приведения.
- Существует также легенда о двух братьях-близнецах, которые владели замками в Мируве и Боболице. Согласно поверьям, они прорыли туннель между двумя крепостями. Однажды братья завладели огромным сокровищем и спрятали его в туннеле, а охранять драгоценности оставили страшную ведьму. Братья были безгранично верны друг другу, пока один из них не привёл в свой замок красавицу-жену. Скрывая девушку от глаз брата (чтобы тот не влюбился в неё), супруг запер её в подземелье рядом с сокровищем. Но произошло именно то, чего он так боялся. Пока ведьма отлучилась на шабаш, неженатый брат обнаружил в подземелье красавицу и влюбился в неё. Охваченный приступом ревности супруг убил своего брата-близнеца, а жену замуровал заживо в подземельях Боболицкого замка.
- Найденные в XIX веке драгоценности в подвалах крепости породили слухи, что это лишь небольшая часть сокровищ, припрятанных в тайном туннеле.
- Боболицкий замок служил фоном во время съёмок польского исторического телесериала «Корона королей».

## Галерея

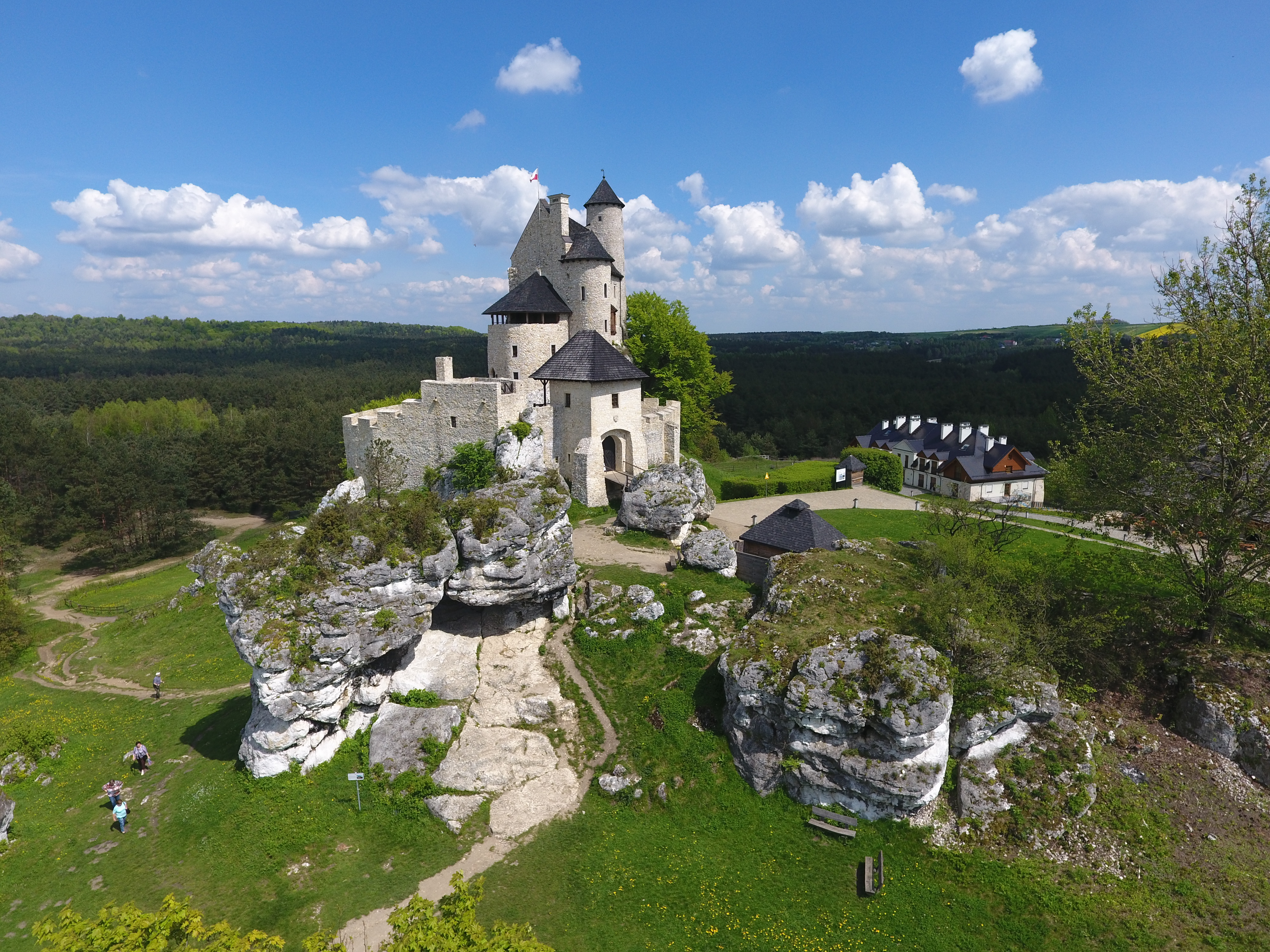
Вид замка с юга, со стороны так называемых «Лазецких ворот»
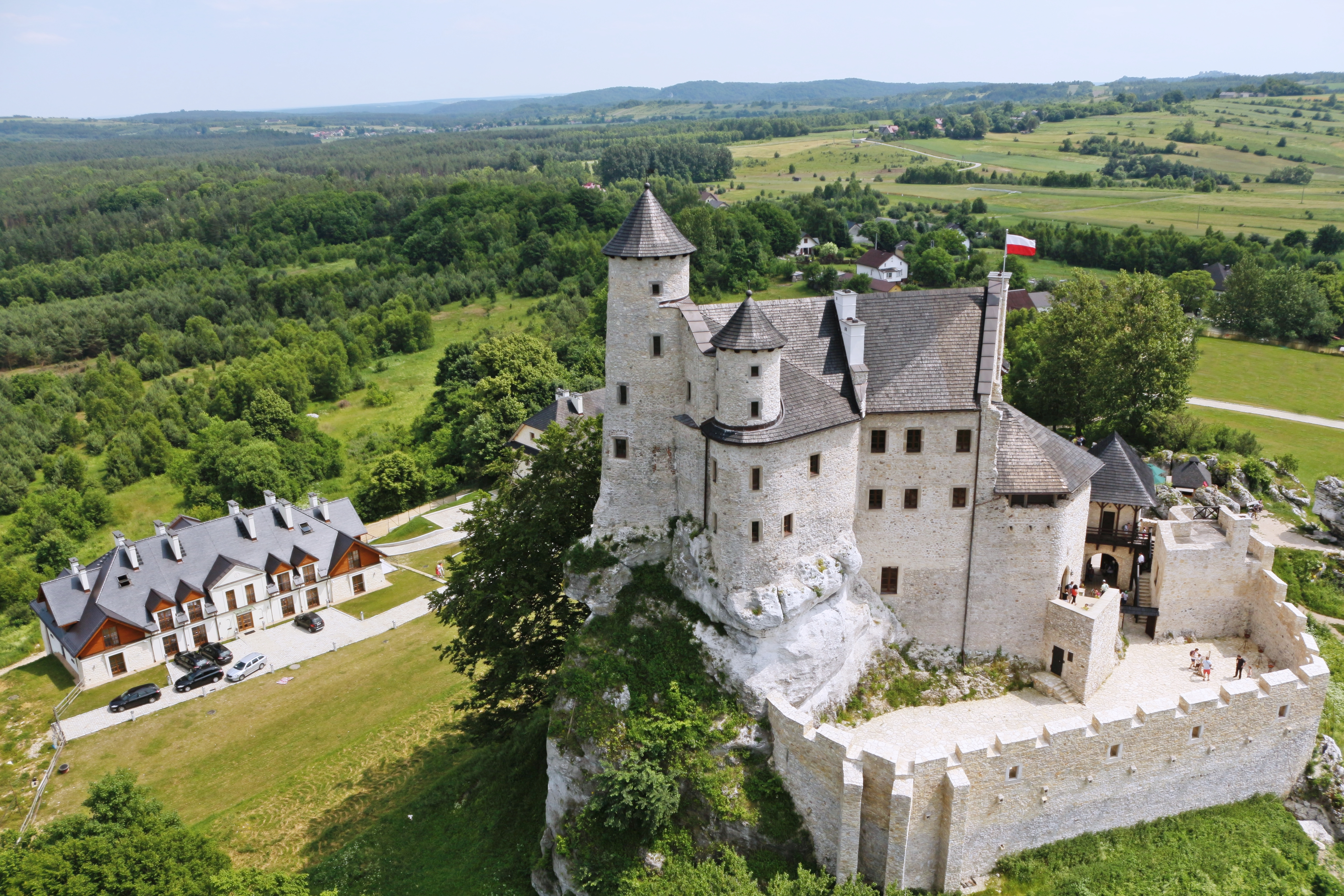
Панорама крепости с западной стороны
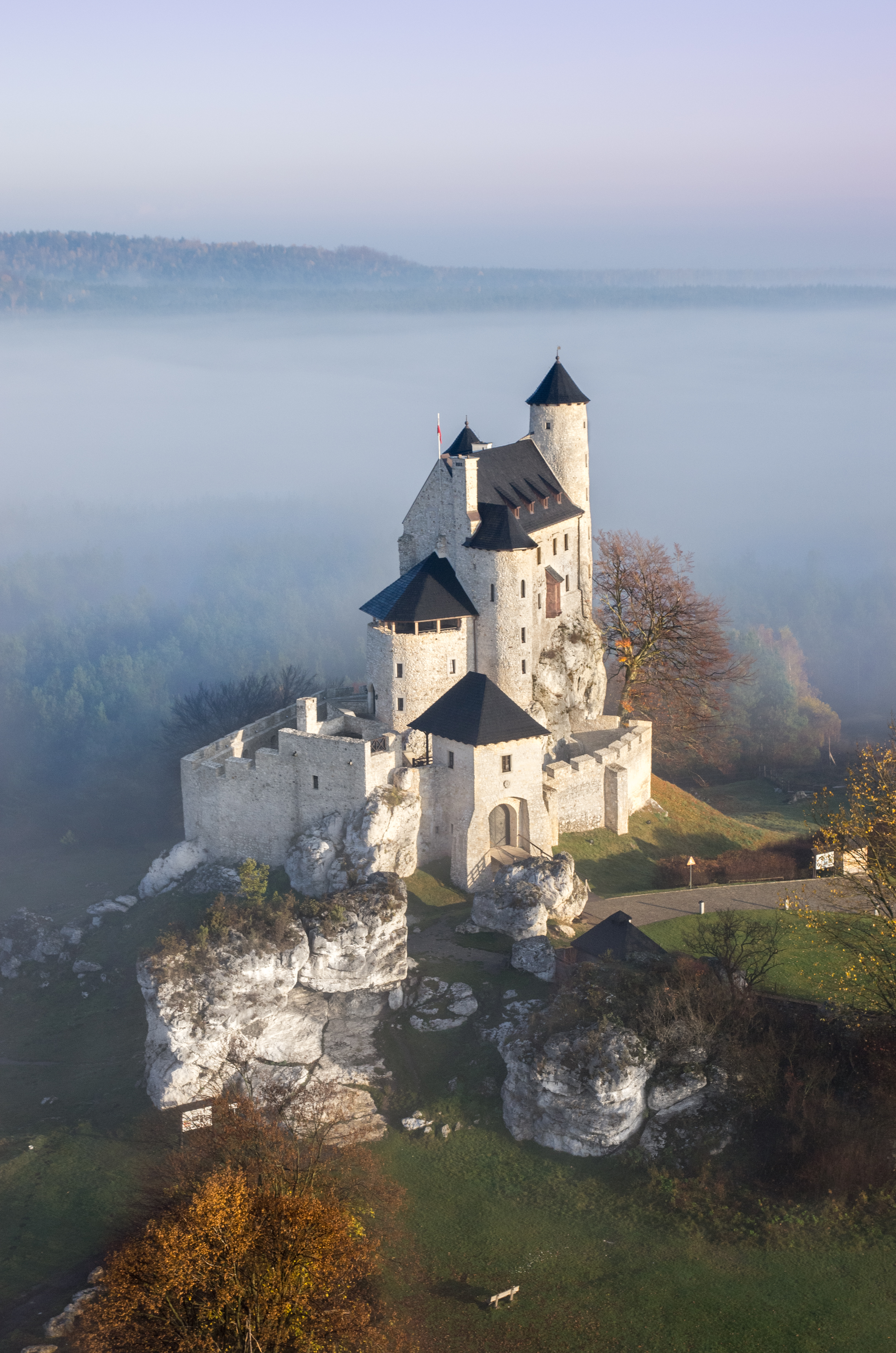
Вид замка на рассвете
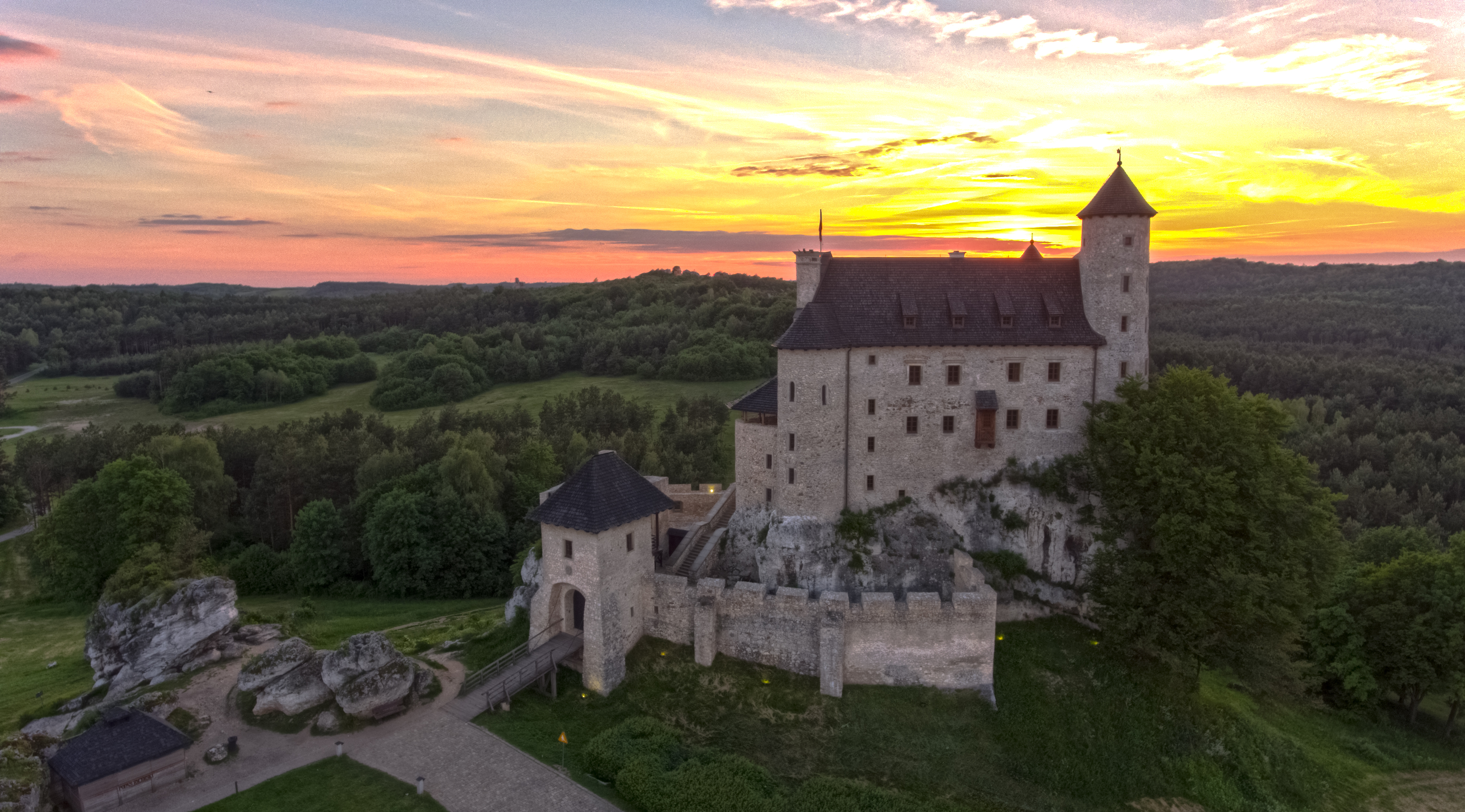
Вид замка на закате
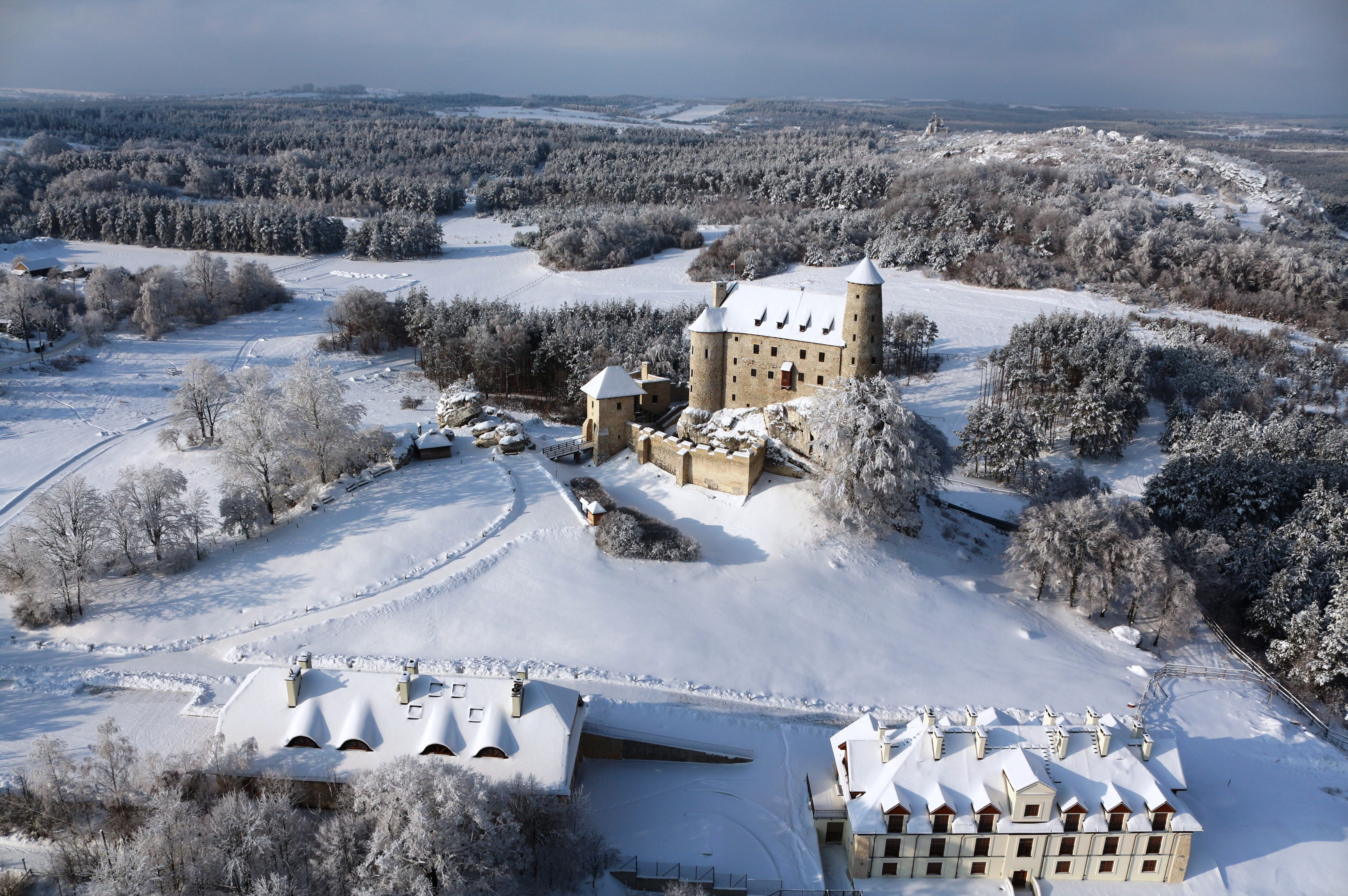
Замок с высоты птичьего полёта зимой